# 第8普通科連隊
第8普通科連隊（だいはちふつうかれんたい、JGSDF 8th Infantry Regiment(Light)）は、陸上自衛隊米子駐屯地（鳥取県米子市）に駐屯する第13旅団隷下の普通科連隊（軽）である。

## 概要
連隊長は1等陸佐（三）が充てられ米子駐屯地司令を兼ね、連隊本部、本部管理中隊および3個普通科中隊により編成される。山陰地方の防衛・警備および災害派遣任務等を担任する。1999年（平成11年）3月に第13師団の第13旅団への改編により軽普通科連隊化された。
国内最西端・最南端の積雪地部隊であり、訓練は主に日光演習場や日本原演習場で実施する。

## 沿革
- 1950年（昭和25年）12月：警察予備隊米子駐屯部隊が逓信省航空機乗員養成所跡地に新編。

第8連隊
- 1951年（昭和26年）5月1日：第3管区隊第8連隊が編成完結。

※ 編成：連隊本部・第1大隊（広島県呉市広）、第2大隊（海田市駐屯地）、第3大隊（米子駐屯地）
- 1952年（昭和27年）1月19日：第8連隊第3大隊（米子駐屯地）が第7連隊第2大隊に、第7連隊第2大隊（福山駐屯地）が第8連隊第3大隊にそれぞれ改称。

1952年（昭和27年）10月時点での部隊配置
※ 編成：連隊本部・第1大隊（水島駐屯地）、第2大隊（海田市駐屯地）、第3大隊（信太山駐屯地）
- 1953年（昭和28年）
  - 5月21日：第3大隊が信太山駐屯地から水島駐屯地に移駐。
  - 10月10日：第1大隊が水島駐屯地から出雲駐屯地に移駐。

1954年までの主要編成
連隊本部（海田市駐屯地）、第1大隊（出雲駐屯地）、第2大隊（海田市駐屯地）、第3大隊（水島駐屯地）、第14中隊（特車中隊：海田市駐屯地）
第8普通科連隊
- 1954年（昭和29年）7月1日：陸上自衛隊発足により、第8普通科連隊に称号変更。
- 1955年（昭和30年）10月21日：第3大隊（水島駐屯地）が第7普通科連隊第2大隊に、第7普通科連隊第2大隊（米子駐屯地）が第8普通科連隊第3大隊にそれぞれ改称。
- 1962年（昭和37年）1月18日：第13師団創設による、連隊再編。

1. 第3大隊（米子駐屯地）を基幹として連隊本部が海田市駐屯地から、第1大隊が出雲駐屯地から移駐し、第8普通科連隊が米子駐屯地に新編[2]。
2. 本部管理中隊、4個普通科中隊および重迫撃砲中隊編成となる。

- 1975年（昭和50年）3月26日：連隊本部および本部管理中隊を改編。
- 1991年（平成03年）3月29日：第13師団の近代化改編により、自動車化連隊に改編。
- 1999年（平成11年）3月29日：第13師団の旅団化に伴い、普通科連隊（軽）に改編。

1. 第4普通科中隊および重迫撃砲中隊が廃止。
2. 本部管理中隊および3個普通科中隊の4個中隊編成に改編。

- 2004年（平成16年）3月29日：後方支援体制変換に伴い、整備部門を第13後方支援隊第2整備中隊第1普通科直接支援小隊へ移管。
- 2008年（平成20年）3月26日：第13旅団の即応近代化旅団への改編[2]により、第3普通科中隊に軽装甲機動車が配備（第13旅団管内で初の配備）。

## 部隊編成
- 第8普通科連隊本部
- 本部管理中隊「8普-本」
  - 中隊本部
  - 本部班：82式指揮通信車
  - 重迫撃砲小隊：120mm迫撃砲 RT、重迫牽引車
  - 情報小隊：軽装甲機動車、偵察用オートバイ
  - 施設作業小隊：小型ドーザ、資材運搬車
  - 通信小隊
  - 補給小隊：3 1/2tトラック
  - 衛生小隊：1トン半救急車
  - 狙撃班
- 第1普通科中隊「8普-1」：高機動車、81mm迫撃砲 L16、01式軽対戦車誘導弾
- 第2普通科中隊「8普-2」：高機動車、81mm迫撃砲 L16、01式軽対戦車誘導弾
- 第3普通科中隊「8普-3」：軽装甲機動車、81mm迫撃砲 L16、01式軽対戦車誘導弾

## 整備支援部隊
- 第13後方支援隊第2整備中隊第1普通科直接支援小隊「13後支-2整」（米子駐屯地）：2004年（平成16年）3月29日から

## 主要幹部
| 官職名                            | 階級    | 氏名     | 補職発令日     | 前職                         |
| --------------------------------- | ------- | -------- | -------------- | ---------------------------- |
| 第8普通科連隊長 兼 米子駐屯地司令 | 1等陸佐 | 中尾圭介 | 2024年12月20日 | 東部方面総監部防衛部防衛課長 |

| 代 | 氏名                   | 在職期間                        | 前職                                     | 後職                                             |
| -- | ---------------------- | ------------------------------- | ---------------------------------------- | ------------------------------------------------ |
| 01 | 田中盛隆 （1等警察正） | 1951年05月01日 - 1953年04月07日 | 警察予備隊海田市駐とん地部隊長           | 保安隊関西地区補給しよう長 兼 宇治駐とん地部隊長 |
| 02 | 林司馬男 （1等保安正） | 1953年04月08日 - 1956年08月15日 | 第7連隊副連隊長                          | 陸上自衛隊富士学校共通教育部長                   |
| 03 | 多田潔                 | 1956年08月16日 - 1959年07月31日 | 陸上自衛隊幹部候補生学校副校長           | 第5管区副総監 兼 帯広駐とん地司令 （陸将補昇任） |
| 04 | 大槻光武               | 1959年08月01日 - 1961年07月31日 | 陸上幕僚監部第1部人事班長                | 中部方面総監部付                                 |
| 05 | 種光明                 | 1961年08月01日 - 1963年12月03日 | 自衛隊島根地方連絡部長                   | 中部方面総監部付                                 |
| 06 | 三島徹                 | 1964年03月16日 - 1966年03月15日 | 札幌駐とん地業務隊長                     | 自衛隊兵庫地方連絡部長                           |
| 07 | 山村和夫               | 1966年03月16日 - 1968年03月15日 | 統合幕僚学校教務課教務班長               | 陸上自衛隊幹部学校学校教官                       |
| 08 | 八木正忠               | 1968年03月16日 - 1970年03月15日 | 空挺教育隊長                             | 普通科教導連隊長 兼 滝ヶ原分とん地司令           |
| 09 | 西浦道之祐             | 1970年03月16日 - 1972年03月15日 | 陸上自衛隊富士学校普通科教育部 戦術班長  | 中部方面総監部第3部長                            |
| 10 | 荒木一                 | 1972年03月16日 - 1974年07月15日 | 陸上幕僚監部第1部人事班長                | 西部方面総監部第3部長                            |
| 11 | 木嶋新八郎             | 1974年07月16日 - 1977年07月31日 | 陸上自衛隊富士学校勤務                   | 第10師団司令部勤務                               |
| 12 | 高田滋                 | 1977年08月01日 - 1979年03月15日 | 第6師団司令部第3部長                     | 陸上幕僚監部教育訓練部訓練課 訓練班長            |
| 13 | 舟越紀久馬             | 1979年03月16日 - 1980年07月31日 | 中部方面総監部調査部調査課長             | 中部方面総監部勤務                               |
| 14 | 山下善昭               | 1980年08月01日 - 1982年08月01日 | 第5陸曹教育隊長                          | 第3教育団副団長                                  |
| 15 | 春日信人               | 1982年08月02日 - 1984年06月30日 | 陸上自衛隊幹部学校学校教官               | 中部方面総監部人事部長                           |
| 16 | 新井均                 | 1984年07月01日 - 1986年03月16日 | 陸上幕僚監部教育訓練部教育課 企画班長    | 陸上幕僚監部人事部人事計画課長                   |
| 17 | 寺本典也               | 1986年03月17日 - 1988年03月15日 | 西部方面総監部防衛部訓練課長             | 北部方面総監部人事部長                           |
| 18 | 木村征男               | 1988年03月16日 - 1990年07月31日 | 東北方面総監部防衛部防衛課長             | 北部方面総監部調査部長                           |
| 19 | 川井武彦               | 1990年08月01日 - 1992年06月15日 | 陸上幕僚監部教育訓練部訓練課 訓練班長    | 陸上幕僚監部監理部総務課長                       |
| 20 | 西村長治               | 1992年06月16日 - 1994年07月31日 | 陸上幕僚監部人事部厚生課 厚生班長        | 中部方面総監部人事部長                           |
| 21 | 関芳雄                 | 1994年08月01日 - 1997年07月31日 | 東北方面総監部人事部厚生課長             | 自衛隊長野地方連絡部長                           |
| 22 | 塚田章                 | 1997年08月01日 - 1999年03月28日 | 陸上幕僚監部教育訓練部教育課 学校第1班長 | 自衛隊香川地方連絡部長                           |
| 23 | 佐藤正                 | 1999年03月29日 - 2001年03月26日 | 第13師団司令部付                         | 陸上幕僚監部防衛部防衛課 防衛調整官              |
| 24 | 小川清史               | 2001年03月27日 - 2003年03月26日 | 陸上幕僚監部防衛部運用課勤務             | 陸上幕僚監部防衛部防衛課 業務計画班長            |
| 25 | 渡部博幸               | 2003年03月27日 - 2004年08月29日 | 陸上幕僚監部防衛部防衛課勤務             | 陸上幕僚監部防衛部 情報通信・研究課研究班長      |
| 26 | 日根野伸一             | 2004年08月30日 - 2006年12月05日 | 陸上自衛隊幹部学校付                     | 統合幕僚監部運用部運用第1課 特殊作戦室長         |
| 27 | 出水田正志             | 2006年12月06日 - 2009年03月31日 | 西部方面総監部総務部広報室長             | 中部方面総監部総務部総務課長                     |
| 28 | 豊留廣志               | 2009年04月01日 - 2011年07月31日 | 西部方面総監部総務部広報室長             | 陸上自衛隊研究本部研究員                         |
| 29 | 渡邉茂和               | 2011年08月01日 - 2013年07月31日 | 第9師団司令部監察官                      | 西部方面総監部総務部 地域連絡調整課長            |
| 30 | 池田博司               | 2013年08月01日 - 2014年08月04日 | 西部方面総監部総務部 地域連絡調整課長    | 西部方面総監部付                                 |
| 31 | 小見明之               | 2014年08月05日 - 2016年07月31日 | 陸上自衛隊富士学校普通科部 研究課長      | 陸上自衛隊富士学校総務部 総務課長                |
| 32 | 福岡和博               | 2016年08月01日 - 2018年11月30日 | 陸上幕僚監部副監察官                     | 久留米駐屯地業務隊長                             |
| 33 | 天内一雄               | 2018年12月01日 - 2021年03月14日 | 陸上自衛隊富士学校                       | 第2陸曹教育隊長                                  |
| 34 | 堀田朗伸               | 2021年03月15日 - 2023年03月12日 | 陸上自衛隊教育訓練研究本部付             | 陸上総隊司令部総務部人事課長                     |
| 35 | 阿部正昭               | 2023年03月13日 - 2024年12月19日 | 統合幕僚監部首席法務官付法務班長         | 東北方面総監部法務官                             |
| 36 | 中尾圭介               | 2024年12月20日 -                | 東部方面総監部防衛部防衛課長             |                                                  |

## 主要装備
- 軽装甲機動車
- 高機動車
- 1/2tトラック / 73式小型トラック
- 1 1/2tトラック / 73式中型トラック
- 3 1/2tトラック / 73式大型トラック
- 78式雪上車
- 軽雪上車
- 89式5.56mm小銃
- 5.56mm機関銃MINIMI
- 対人狙撃銃　レミントン M24 SWS
- 84mm無反動砲
- 81mm迫撃砲 L16
- 120mm迫撃砲 RT
- 01式軽対戦車誘導弾

## 警備隊区
警備隊区は鳥取県全域
- 本部管理中隊：米子市、境港市、南部町、日吉津村
- 第1普通科中隊：大山町、伯耆町、日野町、日南町、江府町
- 第2普通科中隊：鳥取市、岩美町、八頭町、智頭町、若桜町
- 第3普通科中隊：倉吉市、湯梨浜町、三朝町、北栄町、琴浦町

## 廃止（改編）部隊
- 1999年（平成11年）3月28日廃止
  - 第8普通科連隊第4普通科中隊「8普-4」（米子駐屯地）：
  - 第8普通科連隊重迫撃砲中隊「8普-重」（米子駐屯地）：第8普通科連隊本部管理中隊重迫撃砲小隊に縮小改編。
- 2004年（平成16年）3月28日廃止
  - 第8普通科連隊本部管理中隊管理整備小隊「8普-本」：整備部門を第13後方支援隊第2整備中隊第1普通科直接支援小隊へ移管。